# Aneka Tambang

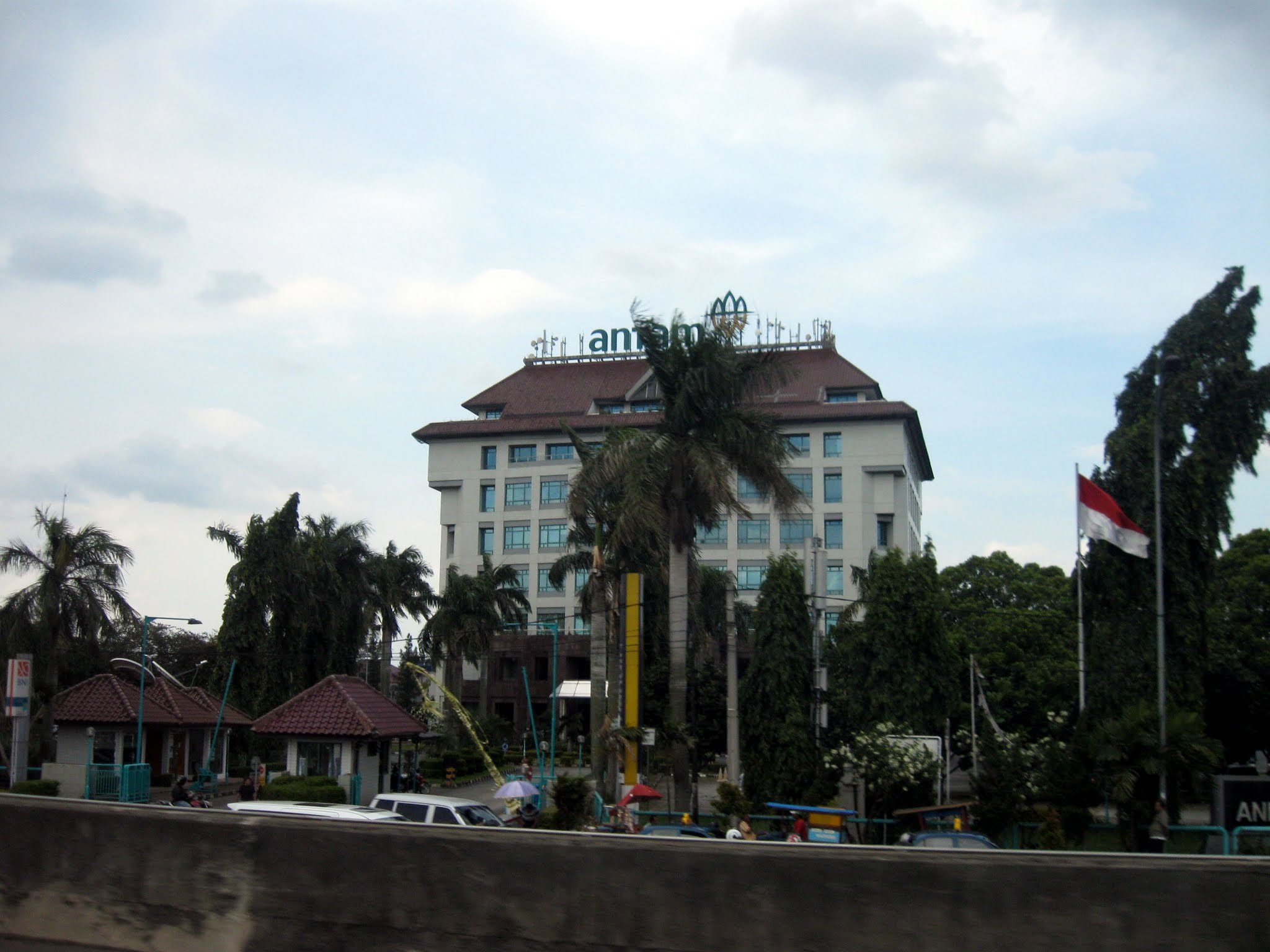
Le siège d'Antam à Jakarta

PT Aneka Tambang, dite Antam, est une société minière indonésienne créée en 1968 par le gouvernement d'Indonésie sous le nom Perusahaan Negara (PN) Aneka Tambang après fusion de plusieurs petites sociétés. En 1975, elle prend son nom actuel. Les principales activités de la société sont l'exploration, l'extraction, le traitement et la commercialisation de minerai de nickel, de ferronickel, d'or, d'argent, de bauxite et de fer. Ses principaux clients sont des entreprises européennes et asiatiques.
En 1997, 35 % de son capital est mis en vente à la bourse de Jakarta (devenue Indonesia Stock Exchange en 2007). En 1999, Antam entre également à l'Australian Securities Exchange. Mi-2018, Antam figurait dans le LQ45 (en), indice de référence de la bourse indonésienne.
En 2016, son chiffre d'affaires était de 9110 milliards de roupies (environ 640 millions d'euros) pour un bénéfice d'environ 65 milliards de roupies (4,6 millions d'euros). La société emploie 2 750 personnes.